# Anas Khattab
Anas Khattab est un commandant djihadiste et ancien rebelle syrien.
Originaire de Jaïroud, dans le Qalamoun, il étudie l'architecture à l'Université de Damas. Il rejoint l'État islamique en Irak en 2008. En 2012, lors de la guerre civile syrienne, il retourne en Syrie et cofonde le Front al-Nosra, branche d'Al-Qaïda, dont il devient responsable des services de sécurité et numéro deux derrière Abou Mohammed al-Joulani, dont il est proche.
Il est placé sur les listes du terrorisme international, celle des États-Unis en 2012, puis celle des Nations unies en 2014.
Après la formation du Gouvernement de salut syrien par Hayat Tahrir al-Cham, qui a pris la suite d'al-Nosra, il participe à la purge de l'aile radicale du groupe, et de d'autres groupes. Il mène également la traque des djihadistes de Hourras al-Din, nouvelle branche d' al-Qaëda en Syrie, ainsi que de l'État islamique.
Après la chute du régime Assad et la prise de pouvoir d'HTC, il est nommé à la tête des services de sécurité, puis ministre de l'Intérieur en mars 2025.